# Döbelns spårväg
Döbelns spårväg (tyska: Döbelner Strassenbahn) är en spårväg i den tyska staden Döbeln i Sachsen. Det är den enda häststadspårvägen som drivs på ursprunglig linjesträckning i Tyskland. Spårvidden är 1000 millimeter.
Döbeln fick 1847 en första järnvägslinje genom "Chemnitz-Riesaer Eisenbahn", som länkade staden till Riesa och Chemnitz. År 1868 togs en andra järnvägslinje i bruk mellan Dresden och Leipzig över Döbeln, varmed Döbeln blev en järnvägsknut. Järnvägsstationen låg dock två kilometer fågelvägen från stadens centrum. Av detta skäl bildades 1891 bolaget "Döbelner Strassenbahn AG" med staden och privata intressenter som aktieägare. År 1943 ägde staden fortfarande bara tolv procent av företaget.
Döbelns spårväg anlades 1892 och sammanband Döbelns centralstation med stadens marknadstorg Obermarkt, en sträcka på 2,45 kilometer. Spårvägen drevs fram till 1926, då den ersattes av en busslinje. Svårvagnarna drogs av hästar under hela sin driftstid. Spårvägen  hade ursprungligen tre personvagnar, och från 1912 sju. Dessa var omkring sex meter långa och 1,8 meter breda, och varje vagn hade tolv sittplatser och 15 ståplatser. Vagnparken innefattade också två postvagnar och två saltvagnar för vintertrafiken. Delar av spåret fanns kvar efter nedläggningen.
År 2002 drabbades staden Döbelns centrum av en översvämning, vilken orsakade stora skador och bland annat krävde omfattande gatuarbeten. Vid detta tillfälle togs möjligheten tillvara att anlägga 800 meter spår från Obermarkt till Stadsteatern. En spårvagn från 1899, som tidigare gått i Meissen anskaffades och restaurerades, varpå linjen återöppnades som museispårväg den 9 juni 2007 mellan Obermarkt och depån vid Pferdebahnmuseum Döbeln.
Linjen sköts av Traditionsverein Döbelner Pferdebahn e.V. Föreningen driver också Pferdebahnmuseum Döbeln, som öppnade 2009.

## Bildgalleri

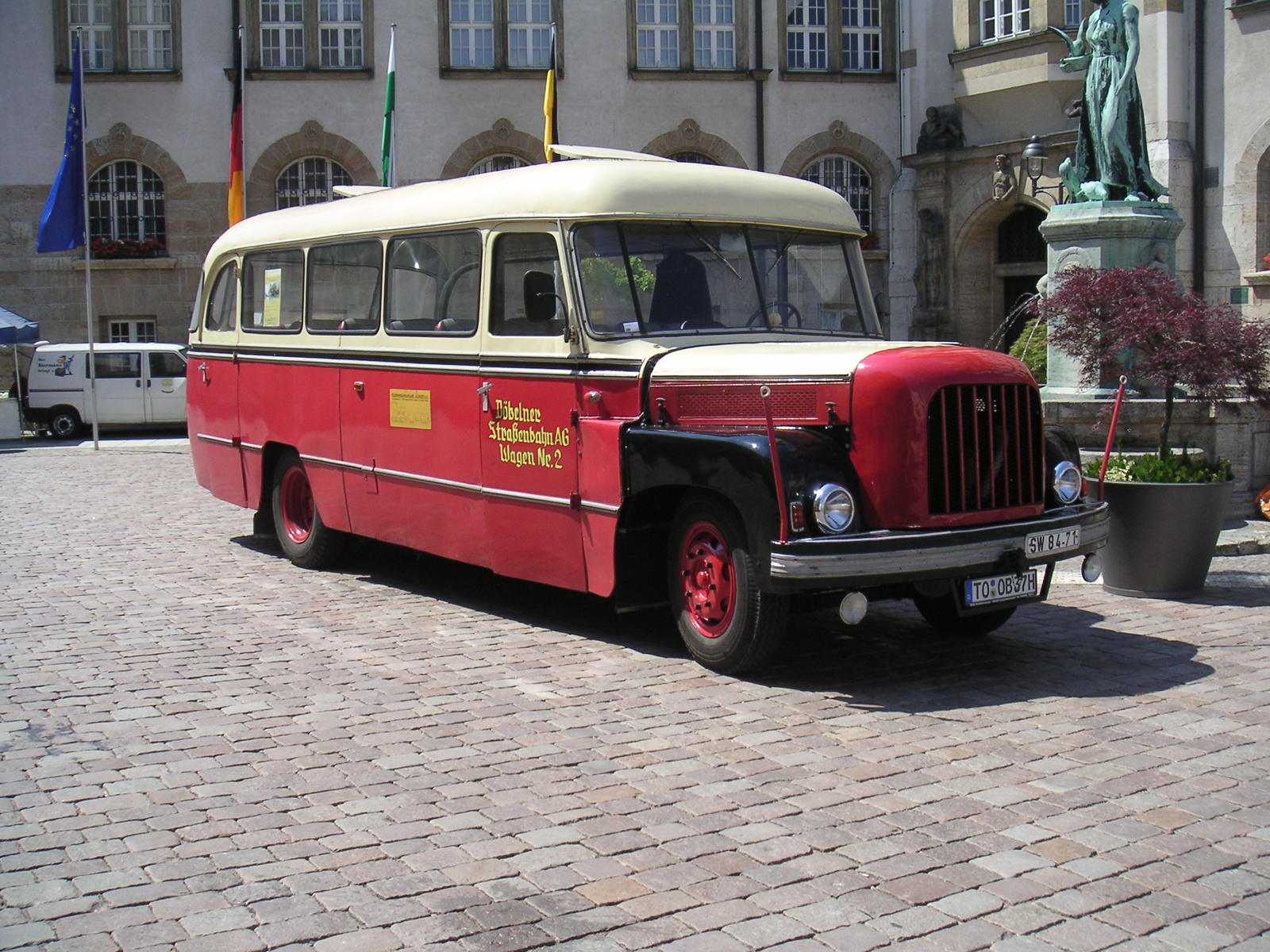
Buss av fabrikat Vogtländische Maschinenfabrik (Vomag) på Döbelner Straßenbahn AG, som ersatte hästspårvagnarna
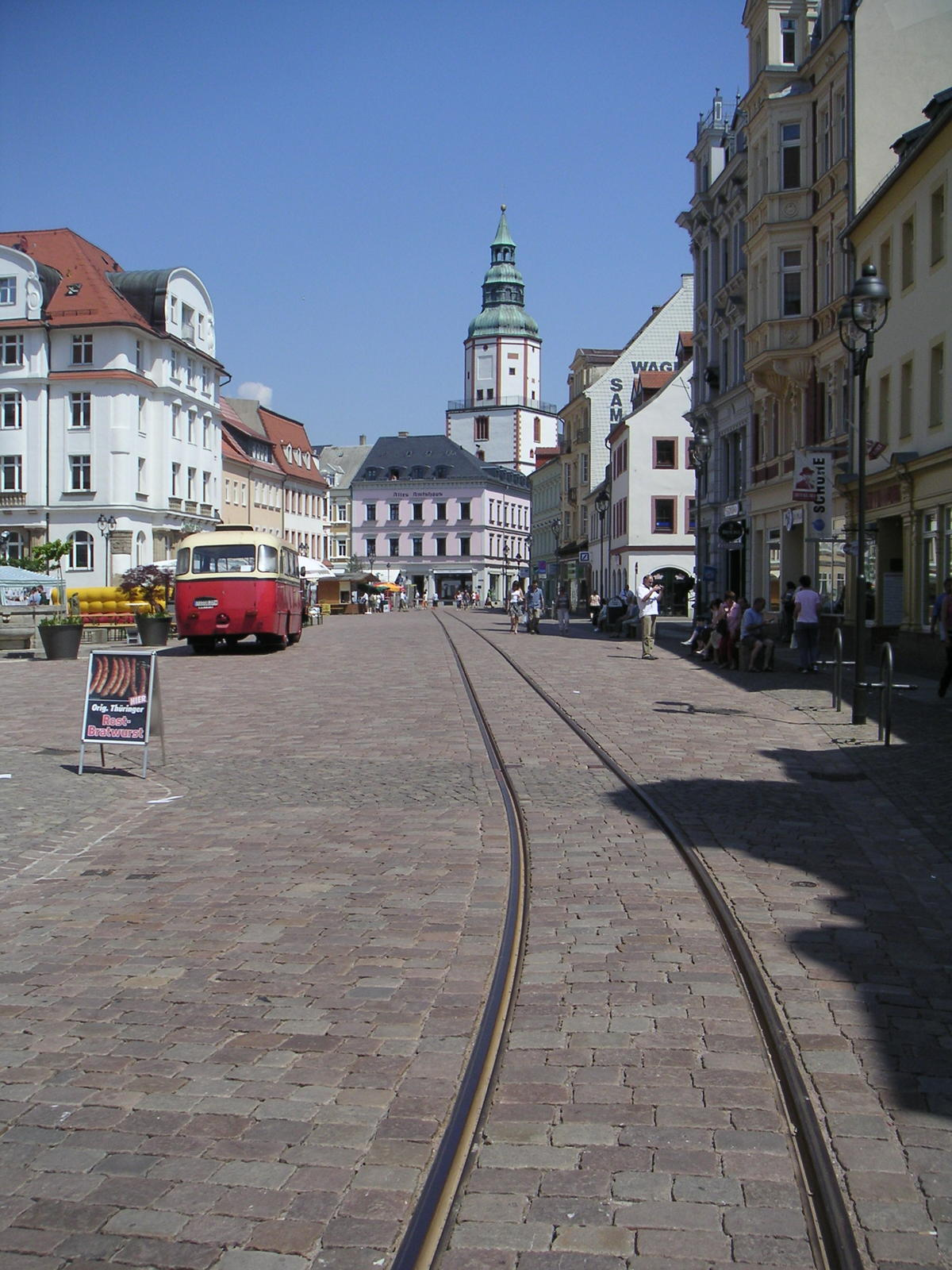
Räls på Obermarkt. I fonden Nikolaikirche
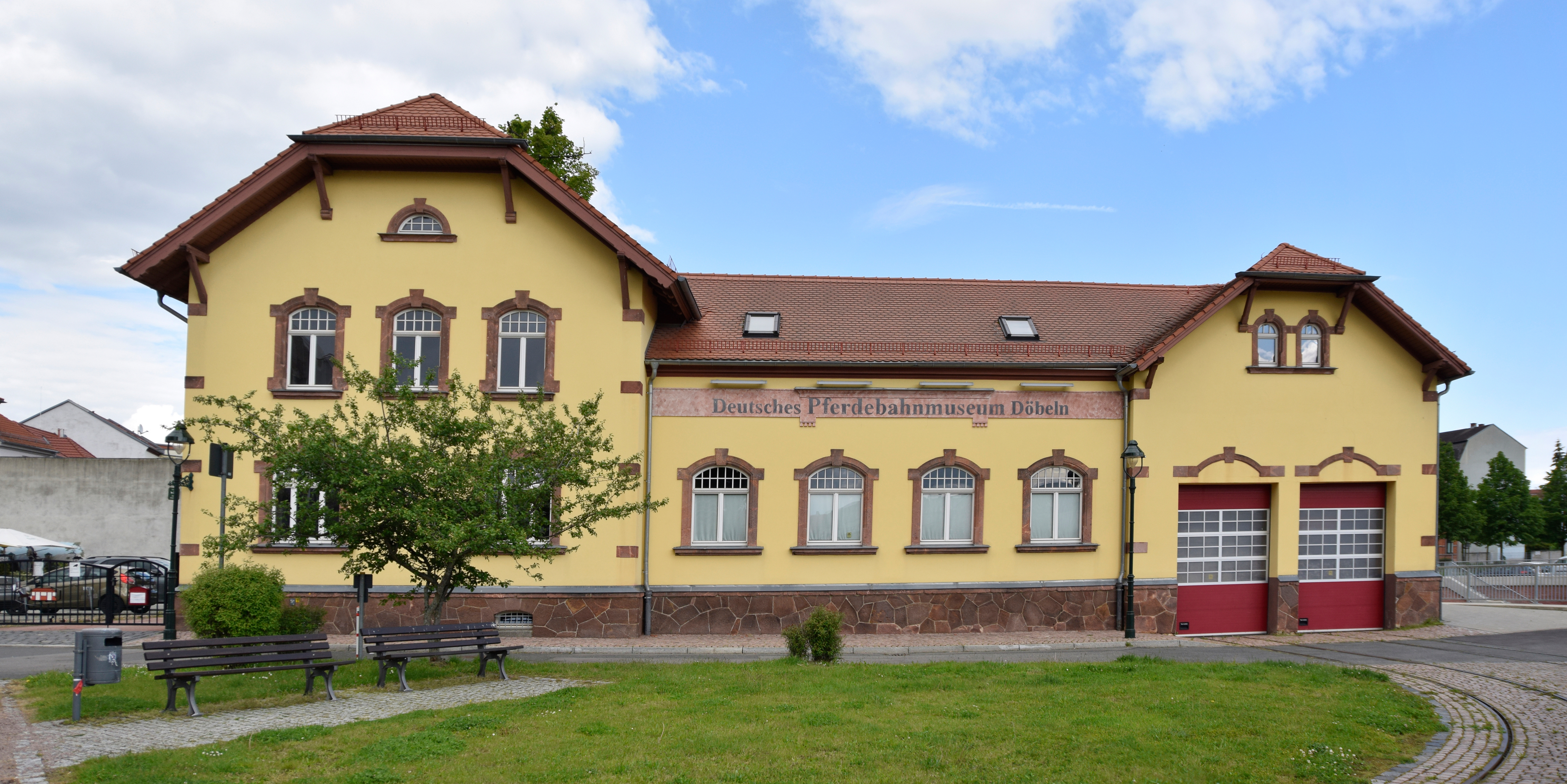
Tyska museet för hästdragna järnvägar i Döbeln